# Luxemburgse euromunten
De Luxemburgse euromunten hebben drie verschillende ontwerpen voor de drie series. Toch bevatten alle drie het portret van Henri van Luxemburg. Ze zijn ontworpen door Yvette Gastauer-Claire en bevatten alle de twaalf sterren van de Europese vlag, het jaar waarin ze geslagen zijn en de vermelding Lëtzebuerg, de landsnaam in de lokale taal.
Luxemburg slaat zijn munten niet zelf, maar besteedt de muntslag uit aan buitenlandse munthuizen zoals, onder andere, de Koninklijke Nederlandse Munt en de Monnaie de Paris.

## Luxemburgse euromunten (2002-heden)
| 0,01 €                          | 0,02 € | 0,05 €             |
| ------------------------------- | ------ | ------------------ |
|                                 |        |                    |
| Groothertog Henri van Luxemburg |        |                    |
| 0,10 €                          | 0,20 € | 0,50 €             |
|                                 |        |                    |
| Groothertog Henri van Luxemburg |        |                    |
| 1,00 €                          | 2,00 € | rand van €2-munten |
|                                 |        | drie keer herhaald |
| Groothertog Henri van Luxemburg |        |                    |

## Herdenkingsmunten van € 2
Luxemburg geeft vanaf 2004 jaarlijks één en vanaf 2012 maximaal twee nationale 2 euro-herdenkingsmunt(en) uit met als thema de Groothertogelijke Dynastie.
- Herdenkingsmunt van 2004: Afbeelding en monogram van Groothertog Henri
- Herdenkingsmunt van 2005: 50ste verjaardag en 5de troonsjaar van Groothertog Henri en 100ste sterfjaar van Groothertog Adolf
- Herdenkingsmunt van 2006: 25ste verjaardag van Erfgroothertog Willem
- Herdenkingsmunt van 2007: Gemeenschappelijke uitgifte naar aanleiding van de 50ste verjaardag van het Verdrag van Rome
- Herdenkingsmunt van 2007: Groothertogelijk Paleis
- Herdenkingsmunt van 2008: Château de Berg
- Herdenkingsmunt van 2009: Gemeenschappelijke uitgifte naar aanleiding van de 10de verjaardag van de Europese Economische en Monetaire Unie
- Herdenkingsmunt van 2009: 90ste verjaardag van de troonsbestijging van Groothertogin Charlotte
- Herdenkingsmunt van 2010: Wapen van Groothertog Henri
- Herdenkingsmunt van 2011: 50ste verjaardag van de benoeming, door Groothertogin Charlotte, van haar zoon Jan tot "lieutenant-représentant"
- Herdenkingsmunt van 2012: Gemeenschappelijke uitgifte naar aanleiding van de 10de verjaardag van de invoering van de euro
- Herdenkingsmunt van 2012: 100ste sterfdag van Groothertog Willem IV
- Herdenkingsmunt van 2012: Huwelijk van Erfgroothertog Willem met gravin Stéphanie de Lannoy
- Herdenkingsmunt van 2013: Nationaal Volkslied
- Herdenkingsmunt van 2014: 175ste verjaardag van de onafhankelijkheid van Luxemburg (Verdrag van Londen (1839))
- Herdenkingsmunt van 2014: 50ste verjaardag van de troonsbestijging van Groothertog Jan
- Herdenkingsmunt van 2015: 15de verjaardag van de troonsbestijging van Groothertog Henri
- Herdenkingsmunt van 2015: 125ste verjaardag van de dynastie Nassau-Weilburg
- Herdenkingsmunt van 2015: Gemeenschappelijke uitgifte naar aanleiding van het 30-jarig bestaan van de Europese vlag
- Herdenkingsmunt van 2016: 50ste verjaardag van de opening van de Groothertogin Charlottebrug
- Herdenkingsmunt van 2017: 50-jarig bestaan van het vrijwilligersleger
- Herdenkingsmunt van 2017: 200ste geboortedag van Groothertog Willem III
- Herdenkingsmunt van 2018: 150ste verjaardag van de invoering van de grondwet
- Herdenkingsmunt van 2018: 175ste sterfdag van Groothertog Guillaume I
- Herdenkingsmunt van 2019: 100ste verjaardag van de troonsbestijging van Groothertogin Charlotte
- Herdenkingsmunt van 2019: 100ste verjaardag van de invoering van het algemeen kiesrecht
- Herdenkingsmunt van 2020: 200ste geboortedag van Prins Hendrik van Oranje-Nassau
- Herdenkingsmunt van 2020: Geboorte van Prins Karel
- Herdenkingsmunt van 2021: 100ste geboortedag van Groothertog Jan
- Herdenkingsmunt van 2021: 40-jarig huwelijksjubileum van Groothertog Henri en Groothertogin-gemalin María Teresa
- Herdenkingsmunt van 2022: 10-jarig huwelijksjubileum van Erfgroothertog Willem en Erfgroothertogin Stéphanie
- Herdenkingsmunt van 2022: Gemeenschappelijke uitgifte naar aanleiding van het 35-jarig bestaan van het ERASMUS-programma
- Herdenkingsmunt van 2022: 50 jaar Luxemburgse vlag
- Herdenkingsmunt van 2023: 175-jarig bestaan van het Luxemburgse parlement
- Herdenkingsmunt van 2023: 25ste verjaardag van de toetreding van Groothertog Henri
- Herdenkingsmunt van 2024: 100ste verjaardag van de introductie van frankmunten met de afbeelding van een staalarbeider
- Herdenkingsmunt van 2024: 175ste sterfdag van Groothertog Willem II
- Herdenkingsmunt van 2025: 25ste verjaardag van de troonsbestijging van Groothertog Henri
- Herdenkingsmunt van 2025: 75ste verjaardag van de Schumanverklaring

## In omloop zijnde aantallen van de Luxemburgse euromunten
| Waarde              | € 0,01     | € 0,02     | € 0,05     | € 0,10     | € 0,20     | € 0,50     | € 1,00     | € 2,00     |
| ------------------- | ---------- | ---------- | ---------- | ---------- | ---------- | ---------- | ---------- | ---------- |
| 2002                | 34 512 500 | 35 912 500 | 28 912 500 | 25 112 500 | 25 712 500 | 21 912 500 | 21 313 525 | 18 512 500 |
| 2003                | 1 500 000  | 1 500 000  | 4 500 000  | 1 500 000  | 1 500 000  | 2 500 000  | 1 500 000  | 3 500 000  |
| 2004                | 21 001 000 | 20 001 000 | 16 001 000 | 12 001 000 | 14 001 000 | 10 001 000 | 9 001 000  | 7 553 200  |
| 2005                | 7 000      | 13 000     | 6 000      | 2 000      | 6 000      | 3 000      | 2 000      | 3 500 000  |
| 2006                | 4 000      | 4 000      | 5 000      | 4 000      | 7 000      | 3 000      | 1 000      | 2 000      |
| 2007                | 6 000      | 8 000      | 5 000      | 5 000      | 8 000      | 4 000      | 480 000    | 4 000      |
| 2008                | 10 000     | 12 000     | 9 000      | 5 000      | 6 000      | 4 000      | 480 000    | 6 000      |
| 2009                | 4 000      | 3 000      | 6 000      | 4 000      | 5 000      | 2 000      | 240 000    | 240 000    |
| 2010                | 6 000      | 8 000      | 6 000      | 4 000      | 8 000      | 5 000      | 1 000      | 3 500 000  |
| 2011                | 7 600 000  | 6 200 000  | 6 700 000  | 4 800 000  | 5 300 000  | 3 500 000  | 1 520 000  | 3 020 000  |
| 2012                | 9 200 000  | 7 200 000  | 5 200 000  | 2 200 000  | 5 200 000  | 2 600 000  | 2 240 000  | 5 460 000  |
| 2013                | 5 100 000  | 7 100 000  | 3 600 000  | 7 100 000  | 7 100 000  | 6 100 000  | 3 320 000  | 3 620 000  |
| 2014                | 10 000     | 10 000     | 10 000     | 5 000      | 7 000      | 7 000      | 5 000      | 10 200 000 |
| 2015                | **         | **         | **         | **         | **         | **         | **         | **         |
| ** geen data bekend |            |            |            |            |            |            |            |            |